# تيس موريس
تيس موريس (بالإنجليزية: Tess Morris)‏ هي كاتبة سيناريو بريطانية، ولدت في أبريل 1977 في واندزورث في المملكة المتحدة.

## وصلات خارجية
- تيس موريس على موقع IMDb (الإنجليزية)
- تيس موريس على موقع قاعدة بيانات الفيلم (الإنجليزية)